# Gamborg Nor
Gamborg Nor er et  omkring 19 hektar stort  nor knap syv km sydøst for Middelfart på Vestfyn. Noret gennemløbes af Viby Å , lige før den løber ud i Gamborg Fjord (Lillebælt), der ligger syd for noret.  Gamborg Nor er var oprindelig en fjordarm, (en forlængelse af Ellebæk Vig) der blev inddæmmet i slutningen af 1700-tallet med dæmninger, mod nordvest fra Gamborg til Svinø, og mod syd Fra Ronæs til Svinø. Formålet var formentlig at Wedellsborg Gods ønskede at tørlægge det til landbrugsdrift, men det skete aldrig, og  det blev fredet som vildtreservat i 1940. Gamborg Nor Vildtreservat   omfatter hele inddæmningen og et 100 meter bredt bælte omkring, i alt ca. 130 hektar..
Gamborg Nor ligger i Natura 2000 -område nr. 112 Lillebælt.
Der har i årene 2007 til 2013 været gennemført et naturgenopretningsprojekt omkring Gamborg Nor og de omkringliggende arealer og en med blandt andet genslyngning af en del af Viby Å. Målet har været at  sikre og udvide arealet med naturtypen rigkær samt forbedre vandkvaliteten i Gamborg Nor og Lillebælt, der er udpeget som habitatområde. I tagrørssumpen findes rigkær, hvor der bl.a. er stor forekomst af den fredede orkidé majgøgeurt.